# Levende nationalskat
Levende nationalskat (人間国宝, ningen kokuhou) er den dagligdags betegnelse for en person, som den japanske stat har udmærket for sine fremragende evner til at videreføre traditionelle kunstfærdigheder og dermed bevare dem.

## Om begrebet
For at bevare kulturgoder som teater, musik, traditionelt kunsthåndværk og andet af særlig værdi udvidede man i 1950 "lov om vigtige kulturgoder" med kategorien "immaterielle kulturgoder". Det vil sige, at enkeltpersoner eller grupper, der bevarer en passende kunstfærdighed (わざ, waza) siden 1955 er blevet udmærket som bærere af disse. Der findes tre grupper af udmærkelser:
- Enkeltudmærkelse (各個認定, kakko nintei) for enkeltpersoner.
- Kollektiv udmærkelse (総合認定, sougou nintei) for to eller flere personer der arbejder sammen, og som enkeltpersoner besidder en fremragende færdighed.
- Udmærkelse af en gruppe (保持団体認定, hoji dantai nintei) for grupper som helhed uden særlige hensyn til de enkeltes færdigheder.

Kun enkeltudmærkede personer betegnes som levende nationalskatte. Den udmærkede person får et årligt beløb på for tiden 2 mio. yen. Grupper får dækket en del af deres omkostninger. Det japanske nationalteater (国立劇場, Kokuritsu gekijou) understøtter uddannelse indenfor noh, bunraku og kabuki.
Også hvis statussen ikke tildeles, kan udvalgte udmærkelser registreres som materielle beviser for immaterielle færdigheder (記録作成等の措置を講ずべき無形文化財). På nationalt plan står staten for registreringen, men derudover støtter den regionale organisationer med opgaven.

## Kategorier

### Optrædende kunstnere
- Kejserlig hofmusik gagaku (雅楽, gagaku)
- Noh (能楽, nougaku)
- Bunraku (文楽, bunraku)
- Kabuki (歌舞伎, kabuki)
- Gruppedans, Okinawa (組踊, kumi-odori)
- Musik på traditionelle instrumenter: biwa, koto[2], shakuhachi m.fl. (音楽, ongaku)
- Dans (舞踊, buyou)
- Foredragskunst: rakugo m.fl. (演芸, engei, underholdningskunst)
- Skuespilkunst (演劇, engeki)

### Kunsthåndværk
- Keramik (陶芸, tougei)
- Farve (染織, senshoku)
- Farve med papirskabeloner (染織（伊勢型紙）, senshoku (Ise-Katagami))
- Lakarbejde (漆芸, shitsugei)
- Metalarbejde (金工, kinkou)
- Sværdsmedning (金工（刀剣）, kinkou (touken))
- Dukker (人形, ningyou)
- Træ- og bambusarbejde (木・竹工, moku chikukou)
- Forskelligt kunsthåndværk (諸工芸, shokougei)
- Japanpapir (和紙, washi)